# Christian megye (Illinois)
Christian megye az Amerikai Egyesült Államokban, azon belül Illinois államban található. Megyeszékhelye és legnagyobb városa Taylorville. Lakosainak száma 34 032 fő (2020. április 1.). Christian megye Sangamon, Macon, Shelby és Montgomery megyékkel határos.

## Népesség
A megye népességének változása:
| Lakosok száma | 34 789 | 34 765 | 34 597 | 34 298 | 33 642 | 34 032 |
|               | 2010   | 2011   | 2012   | 2013   | 2015   | 2020   |